# Leonardo Colella
Leonardo Colella (né le 13 septembre 1930 à São Paulo au Brésil) et décèdé le 25 novembre 2010 est un joueur de football brésilien d'origine italienne, qui jouait au poste d'attaquant.
Colella, surnommé Nardo ou encore Zembo commence sa carrière avec les Corinthians avant de débarquer sur le vieux continent pour une saison, où il joue avec la Juventus (devenant lors de son premier match en bianconero le 25 septembre 1955 lors d'un nul 1-1 contre la Triestina, le second joueur brésilien de l'histoire de la Juve après Pietro Sernagiotto), pour ensuite retourner au Brésil et finir sa carrière à Palmeiras.